# Fever Ray (альбом)
Fever Ray — студийный альбом одноимённого сольного проекта шведской певицы Карин Дрейер-Андерссон, одной из участниц электронного дуэта The Knife, выпущенный в 2009 году. Альбом был записан во время временного роспуска группы, когда Олаф Дрейер, вторая половина коллектива, ударился в диджейство, а Карин сотрудничала с другими группами, такими как dEUS и Röyksopp).
На пластинку повлияла беременность Андерссон, а также фильм Джармуша «Мертвец» и сериал «Полиция Майами: отдел нравов».

## Список композиций
| №   | Название                        | Длительность |
| --- | ------------------------------- | ------------ |
| 1.  | «If I Had a Heart»              | 3:50         |
| 2.  | «When I Grow Up»                | 4:31         |
| 3.  | «Dry and Dusty»                 | 3:45         |
| 4.  | «Seven»                         | 5:10         |
| 5.  | «Triangle Walks»                | 4:23         |
| 6.  | «Concrete Walls»                | 5:40         |
| 7.  | «Now's The Only Time I Know»    | 3:59         |
| 8.  | «I'm Not Done»                  | 4:20         |
| 9.  | «Keep the Streets Empty for Me» | 5:40         |
| 10. | «Coconut»                       | 6:50         |